# Смородін Іван Трохимович
Іван Трохимович Смородін (6 січня 1885, село Платошна Курашимської волості Пермського повіту Пермської губернії, тепер Пермського краю, Російська Федерація — 17 листопада 1961, місто Москва, Російська Федерація) — радянський діяч, відповідальний секретар Пермського губернського комітету РКП(б), член ВЦВК. Член Центральної контрольної комісії ВКП(б) у 1924—1934 роках.

## Біографія
Народився в селянській родині. Закінчив церковнопарафіяльне училище. З 1903 року працював позолотником в іконостасній майстерні.
Член РСДРП з 1905 по 1907 рік.
Брав участь у революційному русі. У 1907 році шість місяців сидів у Тюменській в'язниці.
У 1914 році призваний до російської армії. Служив рядовим 99-го Івангородського полку на Південно-Західному фронті, учасник Першої світовоїх війни. У січні 1915 року отримав поранення і був демобілізований з армії.
З 1915 по березень 1917 року працював токарем із металу на Мотовилихинському заводі Пермської губернії.
Член РСДРП(б) з 1917 року.
У березні 1917 року обраний членом Мотовилихинського комітету громадської безпеки. Був членом Мотовилихинської волосної земської управи від фракції більшовиків.
З 1917 по грудень 1918 року — член і товариш (заступник) голови виконавчого комітету Пермської повітової ради селянських і робітничих депутатів та член правління Мотовилихинського заводу.
У грудні 1918 року евакуювався до міста Вятки, де з січня по березень 1919 року працював завідувачем відділу заготівель м'яса і риби Вятського губернського продовольчого комітету.
З березня по травень 1919 року — завідувач політичного відділу санітарної частини 3-й армії РСЧА.
З травня по липень 1919 року — завідувач Пермського губернського продовольчого бюро.
З 15 липня 1919 по квітень 1920 року — завідувач кооперативного відділу, член Пермської губернської продовольчої колегії, заступник Пермського губернського комісара з продовольства.
З квітня по грудень 1920 року — керівник продовольчої експедиції в Троїцько-Печерський край. З грудня 1920 по січень 1921 року — особливоуповноважений по Оханськом повіту Пермської губернії «з викачування хліба за допомогою продармії».
У січні — вересні 1921 року — завідувач фінансово-рахункового відділу Пермського губернського продовольчого комітету.
У вересні — грудні 1921 року — відповідальний секретар Пермського губернського комітету РКП(б).
У 1920-х роках — голова Далекосхідної крайової контрольної комісії ВКП(б).
З 1934 року — голова міжрайонної комісії з визначення врожайності; начальник відділу кадрів Міністерства важкого машинобудування СРСР.
Потім — на пенсії в Москві.
Помер 17 листопада 1961 року. Похований на Новодівочому цвинтарі Москви.